# リボーンアート・フェスティバル
リボーンアート・フェスティバル（りぼーんあーとふぇすてぃばる、英題:Reborn - Art festival）とは、宮城県石巻市で2年おきに開催される芸術祭である。第1回は2017年に実施された。

## 概要

### Reborn-Art Festival 2017
- 主催 - Reborn-Art Festival実行委員会、一般社団法APバンク
- キュレーター - 和多利浩一、和多利恵津子
- 開催期間 - 2017年7月22日(土)-9月10日(日)〈51日間〉
- 会場 - 宮城県石巻市（牡鹿半島、市内中心部）
  - 提携会場：松島湾（塩竈市、東松島市、宮城郡松島町、牡鹿郡女川町）
- 参加者 - 草間彌生、バリー・マッギー、ブルース・ナウマン、カールステン・ニコライ、名和晃平、皆川明（minä perhonen）他

### Reborn-Art Festival 2019
- テーマ - 「いのちのてざわり」
- 主催 - Reborn-Art Festival 実行委員会、一般社団法人APバンク
- キュレーター - 和多利恵津子、和多利浩一、島袋道浩、豊嶋秀樹、名和晃平、小林武史、有馬かおる、中沢新一
- 開催期間 - 2019年８月３日（土）～９月29日（日）
- 会場 - 牡鹿半島、網地島、石巻市街地、松島湾（宮城県石巻市、塩竈市、東松島市、宮城郡松島町、牡鹿郡女川町）
- 参加者 - 草間彌生、浅野忠信、ザイ・クーニン 他

### Reborn-Art Festival 2021 - 22
- テーマ - 「利他と流動性」
- 主催 - Reborn-Art Festival 実行委員会、一般社団法人APバンク
- キュレーター
  - 前期 - 窪田研二
  - 後期 - 和多利恵津子、和多利浩一
- 開催期間
  - 前期 - 2021年8月11日(水) - 9月26日(日)〈44日間〉
  - 後期 - 2022年8月20日(土) - 10月2日(日)〈41日間〉
- 会場
  - 前期 - 宮城県 石巻市街地、牡鹿半島（桃浦、荻浜、小積浜、鮎川浜）、女川駅周辺
  - 後期 - 宮城県 石巻市街地（石巻中心市街地、復興祈念公園周辺、渡波）、牡鹿半島（桃浦、荻浜、鮎川浜）
- 参加者 - 雨宮庸介、大友良英、片山真理、髙橋匡太、⻄尾康之、廣瀬智央、バーバラ・ヴァーグナー&ベンジャミン・デ・ブルカ、HouxoQue、MES、マユンキキ、アピチャッポン・ウィーラセタクン、イルワン・アーメット＆ティタ・サリナ、アウン・ミャッテー、ティントン・チャン、メッチ・チューレイ＆メッチ・スレイラス、モンティカ・カムオン 他